# Marché des navires d'occasion
Le marché des navires d'occasion représente les transactions portant sur des navires de seconde main : navires militaires, bateaux de plaisance et navires de marine marchande. 

## Bateaux de plaisance
Après la pandémie de Covid-19, le marché des bateaux de plaisance d'occasion a connu une quasi-pénurie et une forte augmentation des prix,. Une baisse est survenue à partir de 2023.

## Navires de marine marchande
Le marché est sensiblement différent selon le type de navires : par exemple, au début de 2022, le marché était peu actif sur les pétroliers et surtout les vraquiers mais assez important sur les porte-conteneurs.